# Aldeanueva del Camino
Aldeanueva del Camino ist ein westspanischer Ort und eine Gemeinde (municipio) mit 704 Einwohnern (Stand: 2024) in der Provinz Cáceres im äußersten Norden der autonomen Region Extremadura nahe der Grenze zur Provinz Salamanca in Kastilien-León.

## Lage
Der Ort Aldeanueva del Camino liegt am Río Ambroz in ca. 525 m Höhe. Die Entfernung zum sehenswerten Städtchen Hervás beträgt etwa 8 km (Fahrtstrecke) in östlicher Richtung; die Stadt Béjar in der Nachbarregion Kastilien-León ist nur etwa 28 km in Richtung Nordosten entfernt. Das Klima ist gemäßigt; Regen (ca. 500 mm/Jahr) fällt hauptsächlich im Winterhalbjahr.

## Bevölkerungsentwicklung
| Jahr      | 1857  | 1900  | 1950  | 2000 | 2021 |
| Einwohner | 1.299 | 1.842 | 2.108 | 785  | 729  |

Der starke Bevölkerungsrückgang in der zweiten Hälfte des 20. Jahrhunderts ist im Wesentlichen auf die Mechanisierung der Landwirtschaft sowie auf die Aufgabe bäuerlicher Kleinbetriebe („Höfesterben“) und den damit einhergehenden Verlust an Arbeitsplätzen zurückzuführen.

## Wirtschaft
Die Einwohner des Ortes lebten jahrhundertelang weitgehend als Selbstversorger von den Erträgen der kleinen Felder und Gärten, aber vor allem von der Viehzucht. Heute spielen vor allem der Obst- und Gemüseanbau (hier vor allem Paprika) sowie die Forstwirtschaft die wichtigsten Rollen im Wirtschaftsleben der Gemeinde; daneben spielt der Tourismus nur eine untergeordnete Rolle als Einnahmequelle.

## Geschichte
Die Region gehörte zum Siedlungsgebiet des keltischen Volksstammes der Vettonen und wurde von der Römern im 2. und 1. Jahrhundert v. Chr. erobert. Da der Platz an der Via de la Plata lag, gründeten diese möglicherweise hier ein Militärlager (castrum). Westgoten und Mauren haben keine Spuren auf dem Gemeindegebiet hinterlassen und so beginnt die eigentliche Geschichte des Ortes erst nach der Rückeroberung (reconquista) und Wiederbesiedlung (repoblación) der Gegend im 12. und 13. Jahrhundert. Im ausgehenden Mittelalter war der Ort zeitweise zweigeteilt und bestand aus zwei Pfarreien – der Nordosten befand sich innerhalb der Einflusssphäre der Familie Zuñiga, die im Jahr 1485 zu Herzögen von Béjar ernannt wurden; der Südwesten gehörte zum Bistum Coria. Zu Beginn des 19. Jahrhunderts hatte Aldeanueva unter den napoleonischen Besatzungstruppen zu leiden. Im Zuge der Gebietsreform des Jahres 1833 kam der Ort insgesamt zur Region Extremadura.

## Sehenswürdigkeiten

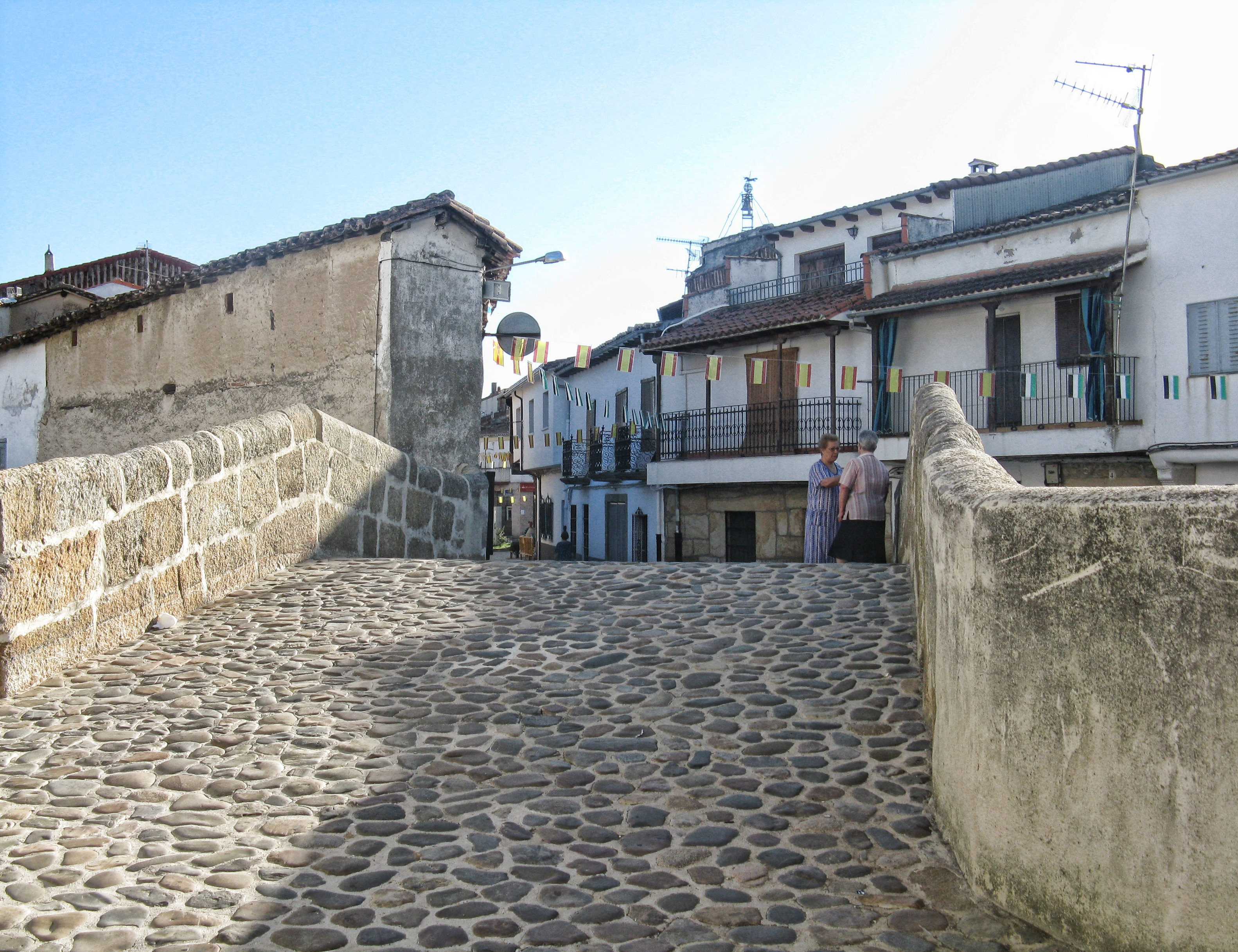
Römerbrücke und Straße im Ort

- Die verputzten und weißgetünchten Hausfassaden entsprechen eher der Bauweise im Süden der iberischen Halbinsel. Bruchsteinmauern treten eigentlich nur an den Glockentürmen (campanarios) der beiden Pfarrkirchen in Erscheinung, doch sind auch hier die Außenwände des Langhauses größtenteils verputzt und mit Fugenmalereien versehen.
- Zu den wenigen Sehenswürdigkeiten im Ort gehört die sogenannte Römerbrücke (puente romano) über den Río Ambroz mit ihrem mittelalterlichen Pflaster und hohen seitlichen Brüstungsmauern, die jedoch erst aus dem 15./16. Jahrhundert stammen dürften.
- Ein in der Nähe gefundener römischer Meilenstein ist heute in der Mitte des Ortes aufgestellt.
- Die beiden einschiffigen Pfarrkirchen (Nuestra Señora del Olmo und San Servando) sind eher unscheinbare Bauten des 15./16. Jahrhunderts mit späteren Veränderungen.[6]

Umgebung
- Ca. 2 km nördlich des Ortes steht eine große alte Korkeiche (Alcornoque de la Fresneda).